# Paragia smithii
Paragia smithii är en stekelart som beskrevs av Henri Saussure 1854. Paragia smithii ingår i släktet Paragia och familjen Masaridae. Inga underarter finns listade i Catalogue of Life.